# Lista de cidades por PIB

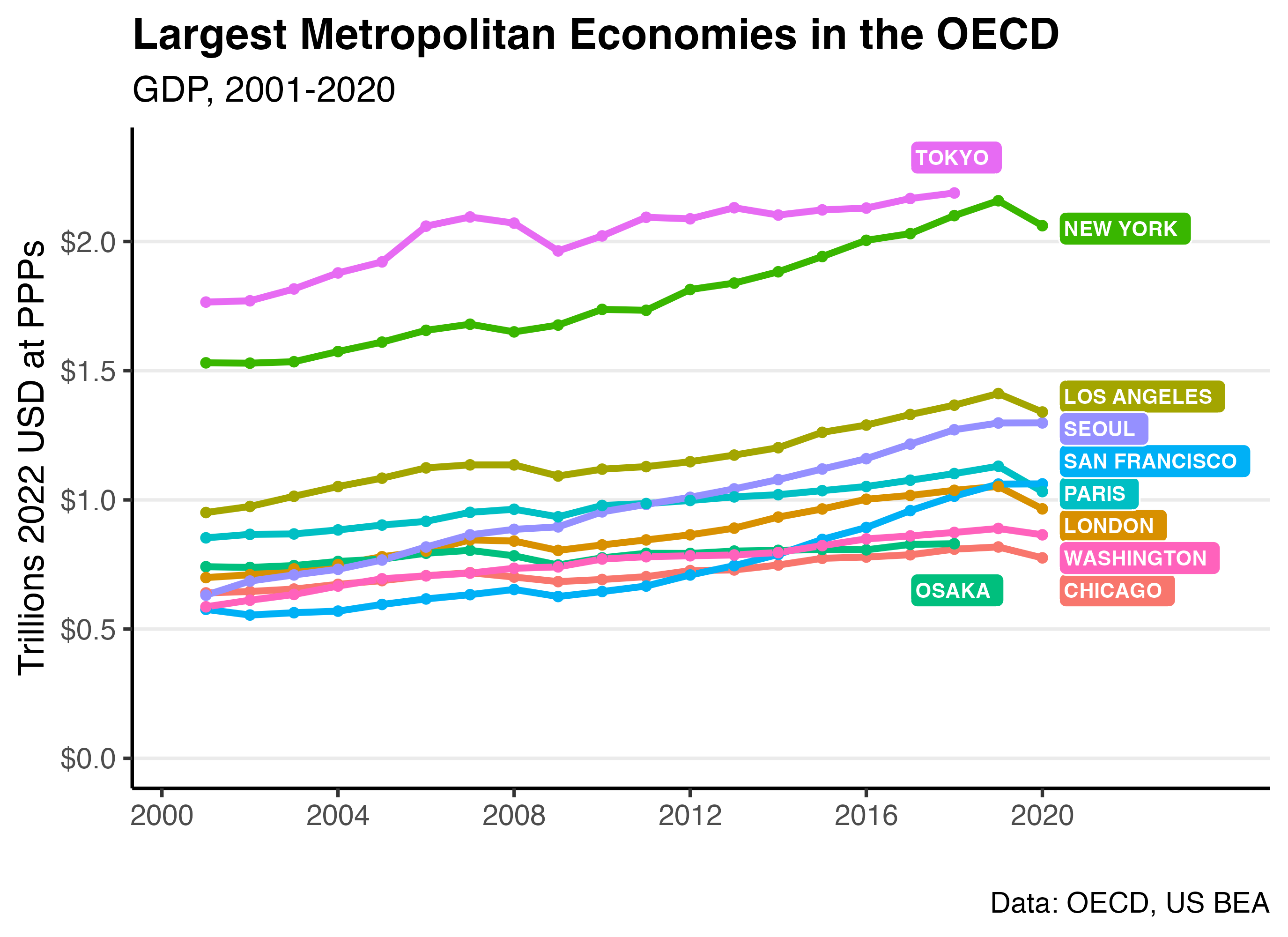
PIB das dez maiores economias metropolitanas da OCDE, 2001–2018.

Esta é uma lista de cidades do mundo por produto interno bruto (PIB). As Nações Unidas usam três definições para o que é uma cidade, pois nem todas as cidades podem ser classificadas usando os mesmos critérios, já que podem ser definidas como as cidades propriamente ditas (como município), a extensão de sua área urbana ou suas regiões metropolitanas. A metodologia de cálculo do PIB pode diferir entre os estudos e é amplamente baseada em projeções e, às vezes, estimativas aproximadas, notadamente para cidades que não fazem parte da Organização para Cooperação e Desenvolvimento Econômico. Consulte as fontes para obter mais informações. Clique nos cabeçalhos para reorganizar as colunas.

## Regiões metropolitanas
Maior cidade metropolitana do mundo com pelo menos 2,5‰ (por mil/mil) do PIB mundial.
| Posição (PIB nominal) | Posição (PIB PPC) | Região metropolitana | País/região    | Sub-reigão da UNSD               | Visual Capitalist est. do PIB de 2021 (bilhões de US$) | Visual Capitalist est. do PIB por PPC de 2021 (billhões de US$) |
| --------------------- | ----------------- | -------------------- | -------------- | -------------------------------- | ------------------------------------------------------ | --------------------------------------------------------------- |
| 1                     | 1                 | Tóquio               | Japão          | Ásia Oriental                    | 2,055,698                                              | 2,205,652                                                       |
| 2                     | 2                 | Nova Iorque          | Estados Unidos | América do Norte                 | 1,874,398                                              | 1,874,398                                                       |
| 3                     | 3                 | Los Angeles          | Estados Unidos | América do Norte                 | 1,133,627                                              | 1,133,627                                                       |
| 6                     | 4                 | Seoul                | Coreia do Sul  | Ásia Oriental                    | 926,790                                                | 1,125,042                                                       |
| 4                     | 5                 | Londres              | Reino Unido    | Norte da Europa                  | 978,402                                                | 1,064,297                                                       |
| 5                     | 6                 | Paris                | França         | Europa Ocidental                 | 934,168                                                | 1,036,925                                                       |
| 10                    | 7                 | Xangai               | China          | Ásia Oriental                    | 633,935                                                | 1,018,815                                                       |
| 16                    | 8                 | Moscou               | Rússia         | Europa Oriental                  | 504,808                                                | 1,004,849                                                       |
| 12                    | 9                 | Pequim               | China          | Ásia Oriental                    | 591,374                                                | 950,671                                                         |
| 8                     | 10                | Osaka–Kobe           | Japão          | Ásia Oriental                    | 699,474                                                | 897,418                                                         |
| 50                    | 11                | Istambul             | Turquia        | Ásia Ocidental/Sudeste da Europa | 247,312                                                | 858,706                                                         |
| 34                    | 12                | Jacarta              | Indonésia      | South-East Asia                  | 308,250                                                | 841,605                                                         |
| 7                     | 13                | Chicago              | Estados Unidos | North America                    | 714,697                                                | 714,697                                                         |
| 18                    | 14                | Shenzhen             | China          | Ásia Oriental                    | 455,694                                                | 704,486                                                         |
| 9                     | 15                | Reno-Ruhr            | Alemanha       | Europa Ocidental                 | 636,449                                                | 698,982                                                         |
| 25                    | 16                | Cantão               | China          | Ásia Oriental                    | 405,355                                                | 664,854                                                         |
| 24                    | 17                | Xunquim              | China          | Ásia Oriental                    | 407,562                                                | 657,985                                                         |
| 39                    | 18                | Mumbai               | Índia          | Ásia Meridional                  | 277,980                                                | 606,625                                                         |
| 29                    | 19                | Singapura            | Singapura      | South-East Asia                  | 374,394                                                | 600,063                                                         |
| 40                    | 20                | Déli                 | Índia          | Ásia Meridional                  | 272,603                                                | 594,884                                                         |
| 11                    | 21                | São Francisco        | Estados Unidos | América do Norte                 | 593,629                                                | 593,629                                                         |
| 23                    | 22                | Taipei               | Taiwan         | Ásia Oriental                    | 407,838                                                | 585,867                                                         |
| 43                    | 23                | São Paulo            | Brasil         | América do Sul                   | 261,642                                                | 583,821                                                         |
| 13                    | 24                | Washington, D.C.     | Estados Unidos | América do Norte                 | 578,985                                                | 578,985                                                         |
| 46                    | 25                | Bangkok              | Tailândia      | Sudeste da Ásia                  | 252,128                                                | 559,911                                                         |
| 47                    | 26                | Cidade do México     | México         | América do Norte                 | 250,455                                                | 547,457                                                         |
| 35                    | 27                | Suzhou               | China          | Ásia Oriental                    | 301,510                                                | 526,904                                                         |
| 14                    | 28                | Dallas–Fort Worth    | Estados Unidos | América do Norte                 | 523,854                                                | 523,854                                                         |
| 15                    | 29                | Boston               | Estados Unidos | América do Norte                 | 513,211                                                | 513,211                                                         |
| 17                    | 30                | Houston              | Estados Unidos | América do Norte                 | 489,377                                                | 489,377                                                         |
| 44                    | 31                | Chengdu              | China          | Ásia Oriental                    | 260,409                                                | 486,382                                                         |
| 20                    | 32                | Toronto              | Canadá         | América do Norte                 | 452,492                                                | 475,232                                                         |
| 30                    | 33                | Hong Kong            | Hong Kong      | Ásia Oriental                    | 368,633                                                | 472,395                                                         |
| 19                    | 34                | Filadélfia           | Estados Unidos | América do Norte                 | 455,653                                                | 455,653                                                         |
| 21                    | 35                | Seattle              | Estados Unidos | América do Norte                 | 444,337                                                | 444,337                                                         |
| 22                    | 36                | Atlanta              | Estados Unidos | América do Norte                 | 432,009                                                | 432,009                                                         |
|                       | 37                | Wuhan                | China          | Ásia Oriental                    | -                                                      | 409,508                                                         |
|                       | 38                | Daca                 | Bangladesh     | Ásia Meridional                  | -                                                      | 405,872                                                         |
| 32                    | 39                | Milão                | Itália         | Europa Meridional                | 329,529                                                | 405,516                                                         |
| 28                    | 40                | Nagoya               | Japão          | Ásia Oriental                    | 379,301                                                | 403,861                                                         |
| 49                    | 41                | Hangzhou             | China          | Ásia Oriental                    | 248,721                                                | 396,722                                                         |
| 27                    | 42                | Miami                | Estados Unidos | América do Norte                 | 388,725                                                | 388,725                                                         |
|                       | 43                | Buenos Aires         | Argentina      | América do Sul                   | -                                                      | 381,762                                                         |
| 37                    | 44                | Madrid               | Espanha        | Europa Meridional                | 280,937                                                | 376,565                                                         |
| 52                    | 45                | Tianjin              | China          | Ásia Oriental                    | 235,664                                                | 370,885                                                         |
|                       | 46                | Nanquim              | China          | Ásia Oriental                    | -                                                      | 363,228                                                         |
| 31                    | 47                | San Jose             | Estados Unidos | América do Norte                 | 359,111                                                | 359,111                                                         |
| 26                    |                   | Sydney               | Austrália      | Oceania                          | 398,037                                                | −                                                               |
| 33                    |                   | Melbourne            | Austrália      | Oceania                          | 318,677                                                | −                                                               |
| 33                    |                   | San Diego            | Estados Unidos | América do Norte                 | 283,330                                                | −                                                               |
| 38                    |                   | Phoenix              | Estados Unidos | América do Norte                 | 278,841                                                | −                                                               |
| 41                    |                   | Minneapolis-St. Paul | Estados Unidos | América do Norte                 | 272,373                                                | −                                                               |
| 42                    |                   | Detroit              | Estados Unidos | América do Norte                 | 267,731                                                | −                                                               |
| 45                    |                   | Busan-Gyeongnam      | Coreia do Sul  | Ásia Oriental                    | 252,145                                                | −                                                               |
| 48                    |                   | Munique              | Alemanha       | Europa Ocidental                 | 249,764                                                | −                                                               |
| 51                    |                   | Berlim               | Alemanha       | Europa Ocidental                 | 243,160                                                | −                                                               |